# Shenyang
Shenyang (瀋陽T, 沈阳S, ShěnyángP) è il capoluogo della provincia del Liaoning e la più popolosa città della Cina nord-orientale. Si chiamava Mukden durante l'epoca mancese.

## Storia
Il significato originale del nome è traducibile come "la città a nord del fiume Shen", antico nome del fiume Hun. I primi insediamenti risalgono a circa 7200 anni fa e la fondazione della città all'anno 300 a.C., da parte di Qin Kai, generale dello Stato di Yan. Dal 1625 al 1644 fu capitale dei Manciù. Nel 1634 le fu dato il nome in lingua mancese di Mukden ("la florida capitale"). Nell'ambito della guerra russo-giapponese (1904-1905), Shenyang fu il campo della battaglia di Mukden, tra il 19 febbraio ed il 10 marzo 1905.
Il 18 settembre 1931 fu teatro del cosiddetto incidente di Mukden (o incidente della Manciuria), quando una bomba di origine sconosciuta fece esplodere un settore ferroviario nei pressi della città. I militari giapponesi, accusando terroristi locali, trovarono così il casus belli per annettere la Manciuria al Giappone. Durante la guerra civile cinese Shenyang rimase sotto il controllo dei nazionalisti del Kuomintang (di Chiang Kai-shek), fino al 30 ottobre 1948, quando fu occupata dalle truppe comuniste di Mao Zedong dopo una serie di offensive, divenendo parte della nascente Repubblica Popolare. Dal 1949 è uno dei centri industriali più importanti della Cina.

## Geografia fisica

### Posizione
La città si trova nella parte centro-settentrionale del Liaoning, grossomodo a metà strada fra Pechino ed Harbin (Heilongjiang). Le grandi città più vicine sono Fushun (a nord-est) ed Anshan (a sud-ovest).

### Suddivisione amministrativa
Shenyang si suddivide in 5 distretti cittadini:
- Dadong (大東區 大东区 Dàdōng Qū)
- Heping (和平區 和平区 Hépíng Qū)
- Huanggu (皇姑區 皇姑区 Huánggū Qū)
- Shenhe (瀋河區 沈河区 Shěnhé Qū)
- Tiexi (鐵西新區 铁西新区 Tiěxī Xīn Qū)[1].

Il distretto di Shenyang è suddiviso in otto parti fra distretti e centri abitati:
- Yuhong (distretto) (於洪區 于洪区 Yúhóng Qū)
- Sujiatun (distretto) (蘇家屯區 苏家屯区 Sūjiātún Qū)
- Dongling (distretto) (東陵區 东陵区 Dōnglíng Qū)
- Shenbei (distretto) (瀋北新區 沈北新区 Shěnběi Xīn Qū)
- Xinmin (città) (新民市 Xīnmín Shi)
- Faku (contea)(法库縣 法库县 Fǎkù Xiàn)
- Kangping (contea) (康平縣 康平县 Kāngpíng Xiàn)
- Liaozhong (contea) (遼中縣 辽中县 Liáozhōng Xiàn)

## Cultura

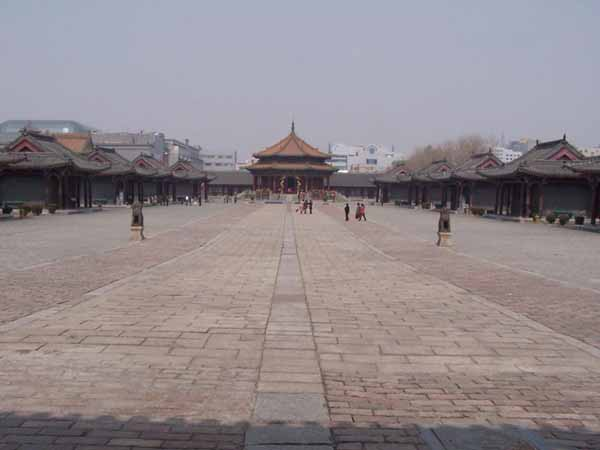
Sala Dazheng, l'edificio più antico di Palazzo Mukden

- Palazzo Mukden: ex-palazzo imperiale della dinastia Qing. Fa parte dei Patrimoni dell'umanità dell'UNESCO.
- Dongling: la tomba del primo imperatore della dinastia Qing. Patrimonio UNESCO.
- Beiling Park e Zhaoling: la tomba del secondo imperatore della dinastia Qing. Il parco è servito da tram per visitatori ed il sito è patrimonio UNESCO.
- Giardino dell'Esposizione mondiale dell'orticoltura.
- Monte Qipan: un recente parco ad est della città.

## Società

### Evoluzione demografica
Shenyang è la settima città cinese per popolazione dopo Chongqing, Shanghai, Pechino, Hong Kong, Canton, Tianjin e Wuhan.
La città conta circa 5 milioni di abitanti, mentre la conurbazione supera i 7 milioni.

## Monumenti e luoghi di interesse
La Liaoning Tower è una torre di trasmissioni TV alta 305,5 m e possiede un ristorante panoramico.

## Infrastrutture e trasporti
La città conta un aeroporto internazionale, lo Shenyang-Taoxian (ICAO: ZYTX), e numerose linee autostradali, come la Jingshen, la Shen-Da e la Shendan.
Anche a livello ferroviario è ben collegata al resto del paese, grazie anche ai nuovi treni ad alta velocità, nonché verso i confini russo e nordcoreano.
La metropoli, pur avendo pianificato una rete metropolitana già dal 1940, solo nel 2005 ha visto iniziarne i lavori relativi alle prime due linee di una più vasta rete metroviaria, pianificata su cinque linee.

## Amministrazione

### Gemellaggi
| - Kawasaki, dal 1981 - Chicago, dal 1985 - Torino, dal 1985 - Irkutsk, dal 1992 - Monterrey, dal 1993 - Quezon, dal 1993 - Seongnam, dal 1998 - Yaoundé, dal 1998 - Katowice, dal 2007 - Sapporo |

## Galleria d'immagini

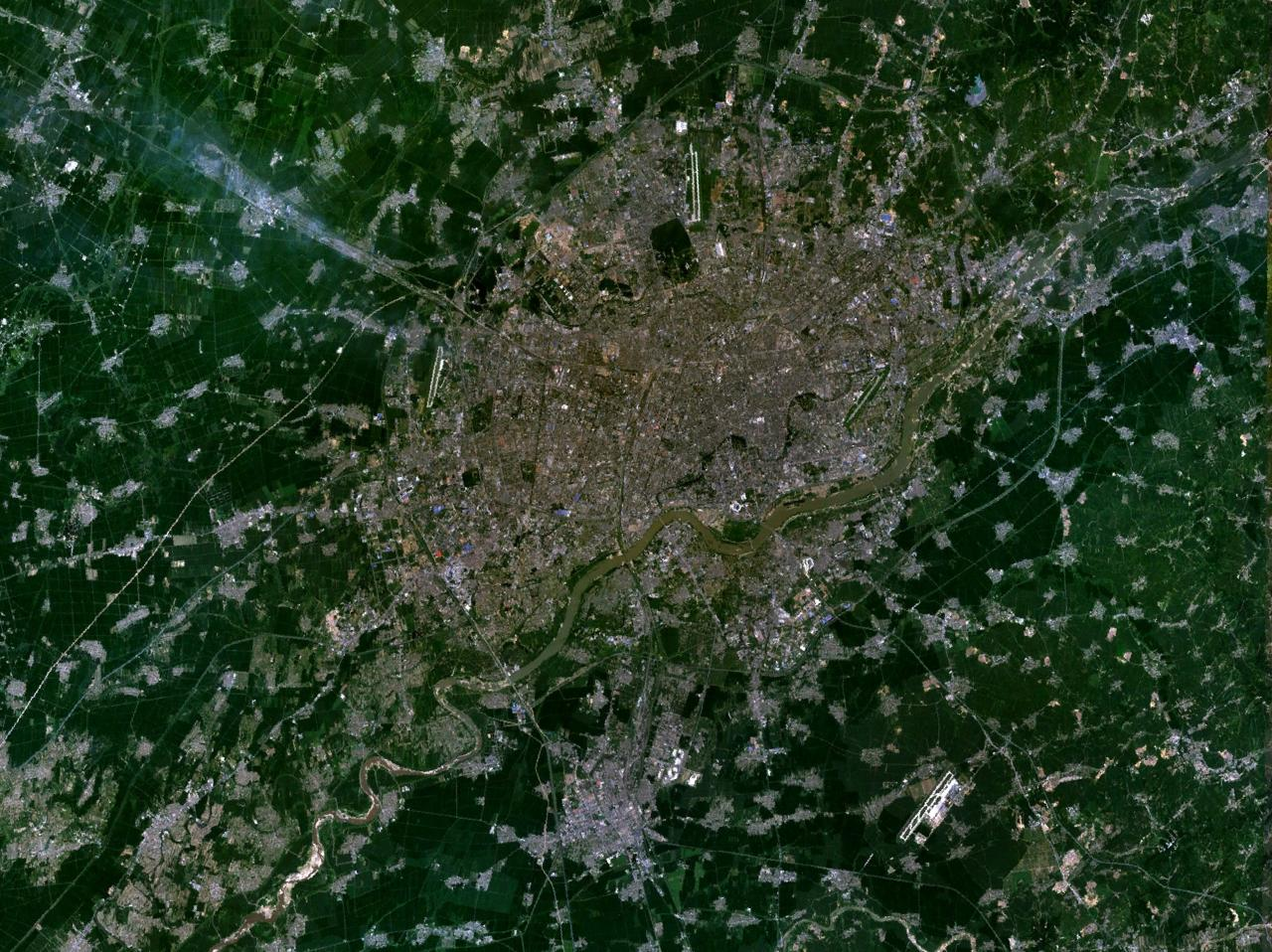
Foto satellitare dell'area metropolitana
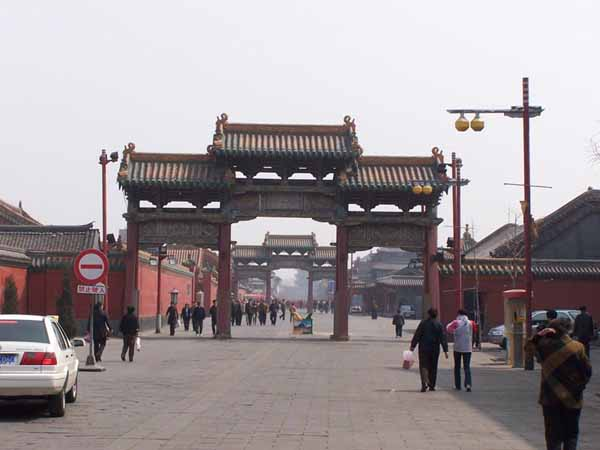
Entrata al palazzo Mukden
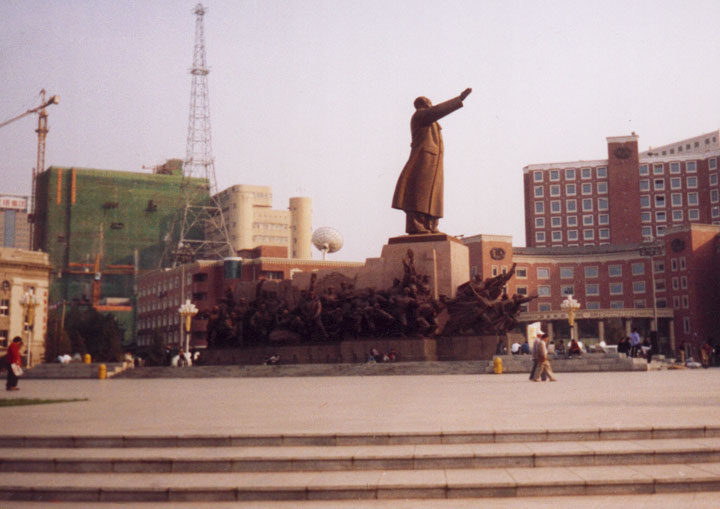
Municipio e piazza con monumento a Mao
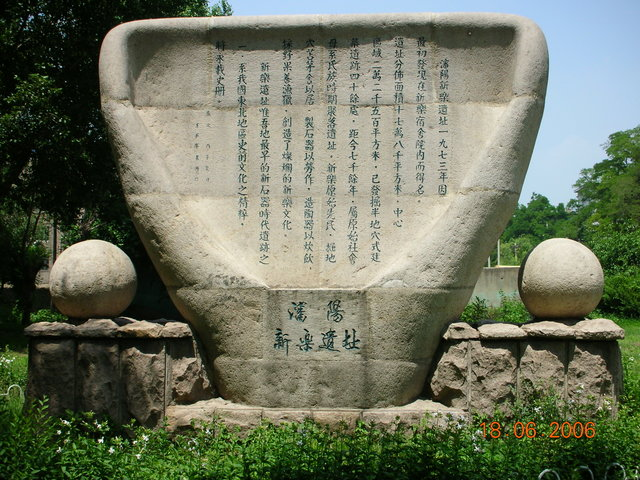
Sito neolitico a Xinle
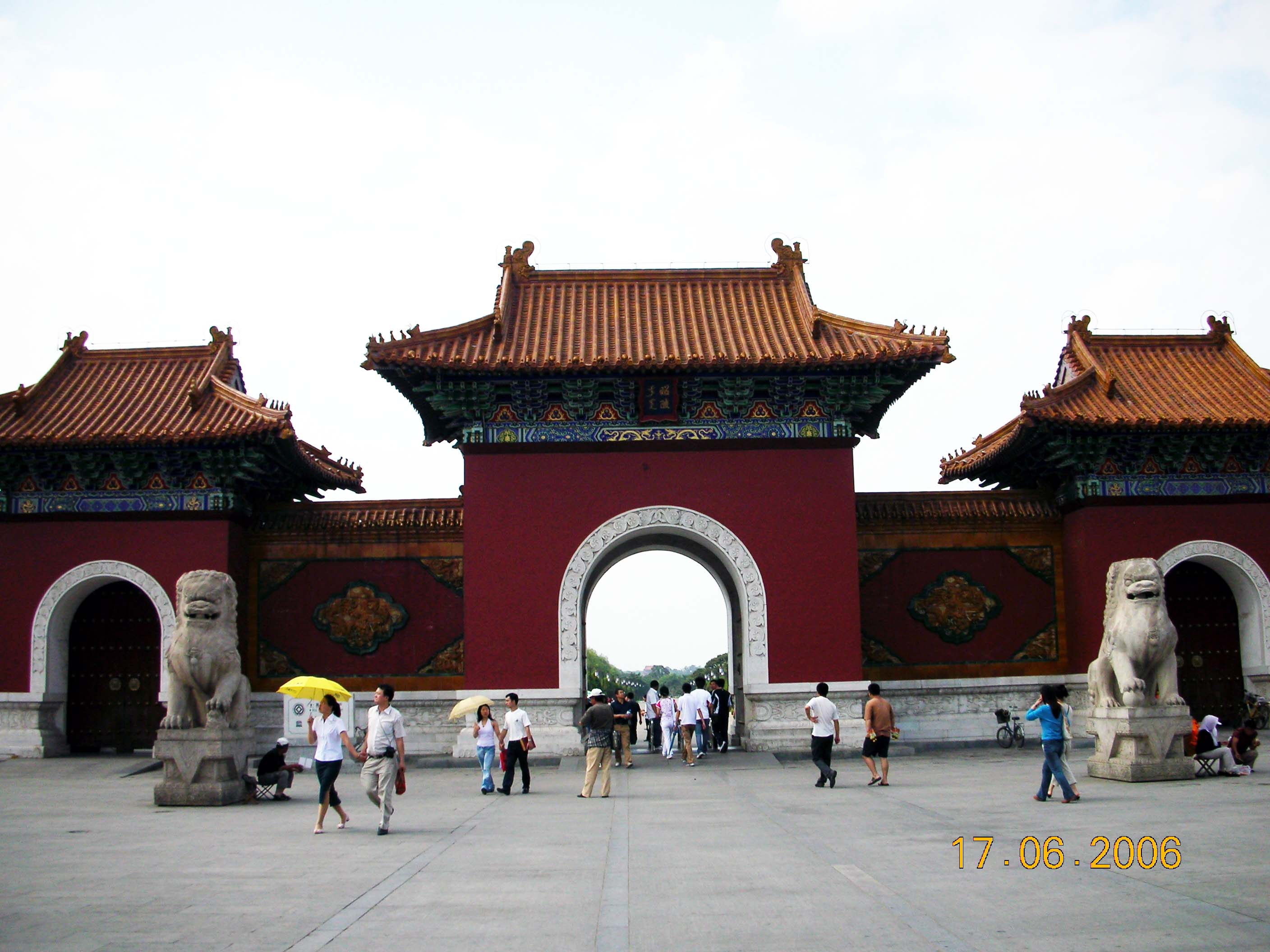
Tomba di Zhaoling
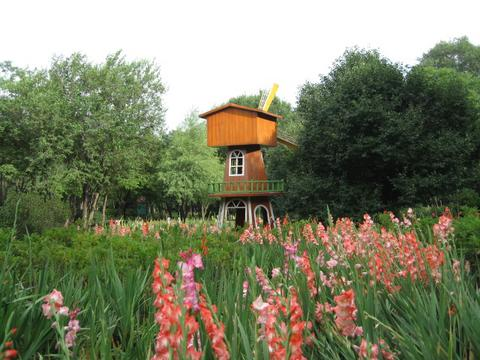
Shiboyuan
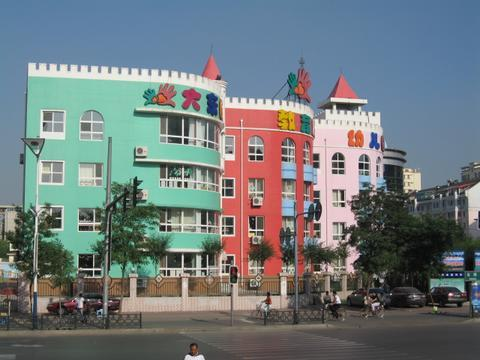
Scuola locale
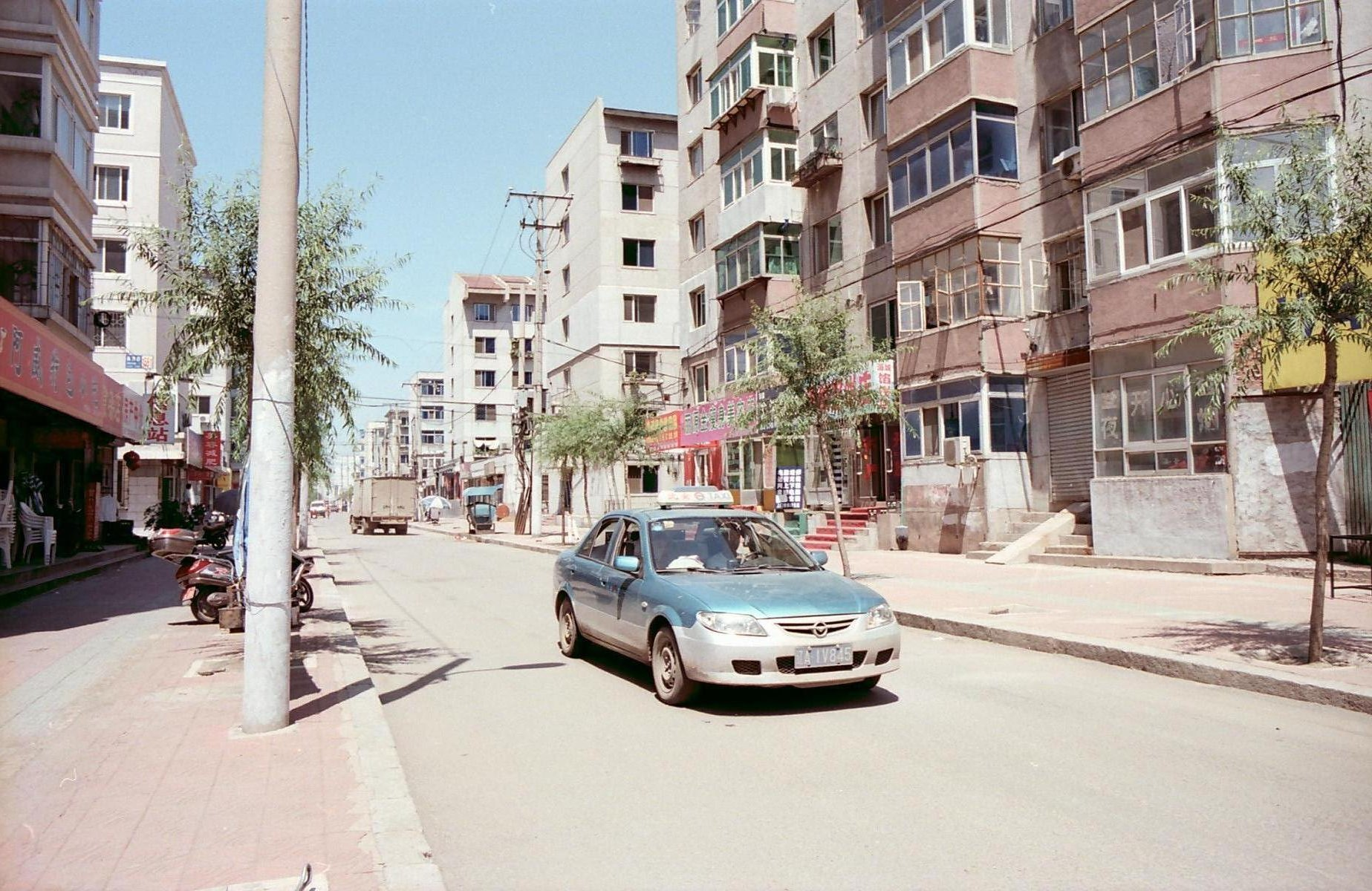
Un taxi nel distretto di Sujiatun